# 40歳以上まで現役を続けた力士一覧
40歳以上まで現役を続けた力士一覧（よんじっさいいじょうまでげんえきをつづけたりきしいちらん）は、現役中に満40歳の誕生日を迎えた大相撲の力士の一覧である。

## 現役力士一覧
凡例
- 誕生日時点の番付は、場所中に誕生日を迎えた場合は当場所のものを、それ以外の場合は誕生日直後の場所のものを、それぞれ記載。
- 力士名・所属部屋は2025年7月場所時点のもの。誕生日以降に変更が生じた場合は別途補足する。

| 力士     | 部屋     | 最高位     | 40歳誕生日     | 現在の年齢 | 誕生日時点の番付 | 40歳以降の最高位 |
| -------- | -------- | ---------- | -------------- | ---------- | ---------------- | ---------------- |
| 翔傑     | 芝田山   | 西幕下4    | 2016年9月5日   | 48歳       | 東幕下30         | 東幕下30         |
| 芳東     | 玉ノ井   | 東前頭12   | 2017年5月26日  | 48歳       | 西三段目29       | 東三段目14       |
| 天一     | 山響     | 西幕下10   | 2017年11月22日 | 47歳       | 西三段目49       | 西三段目31       |
| 輝の里   | 田子ノ浦 | 東三段目23 | 2018年1月17日  | 47歳       | 東序二段30       | 東序二段30       |
| 潮来桜   | 式秀     | 東序二段19 | 2018年10月2日  | 46歳       | 東序二段102      | 西序二段61       |
| 大雷童   | 高田川   | 東十両2    | 2020年4月17日  | 45歳       | 東三段目96       | 東三段目12       |
| 武蔵海   | 藤島     | 西幕下5    | 2021年4月26日  | 44歳       | 東序二段43       | 西三段目51       |
| 朝天舞   | 高砂     | 西幕下8    | 2021年5月23日  | 44歳       | 西三段目88       | 西三段目4        |
| 鋼       | 音羽山   | 東幕下16   | 2021年8月29日  | 43歳       | 東三段目98       | 東三段目14       |
| 飛燕力   | 押尾川   | 西幕下29   | 2023年3月6日   | 42歳       | 西三段目82       | 西三段目78       |
| 栃春日   | 春日野   | 東三段目12 | 2023年10月1日  | 41歳       | 西序二段4        | 西三段目86       |
| 克乃富士 | 境川     | 西幕下15   | 2024年5月4日   | 41歳       | 西三段目44       | 西三段目28       |
| 玉鷲     | 片男波   | 東関脇     | 2024年11月16日 | 40歳       | 東前頭11         | 東前頭3          |
| 東浪     | 玉ノ井   | 西三段目55 | 2024年11月29日 | 40歳       | 西序二段96       | 東序二段69       |
| 奄美岳   | 山響     | 東三段目85 | 2024年11月29日 | 40歳       | 西序ノ口2        | 西序二段46       |
| 常陸號   | 藤島     | 西幕下15   | 2025年6月17日  | 40歳       | 東序二段26       | 東序二段26       |
| 足立     | 二所ノ関 | 西三段目74 | 2025年7月15日  | 40歳       | 東序二段63       | 東序二段63       |

## 引退力士一覧
凡例
- 1958年に大相撲の年6場所制が定着して以降、初土俵を踏んだ力士に限定する。
- 誕生日時点の番付は、場所中に誕生日を迎えた場合は当場所のものを、それ以外の場合は誕生日直後の場所のものを、それぞれ記載。
- 力士名・部屋名は誕生日時点のもの。誕生日以降に変更が生じた場合は別途補足する。
- 「引退後」の欄には、年寄となった場合は年寄名跡を記し、若者頭（前例なし）・世話人となった場合はそれぞれ「若者頭」「世話人」と記し、角界に残らなかった（以前の表現での「廃業」に相当）場合は「－」と記す。

| 力士     | 部屋     | 最高位     | 40歳誕生日     | 誕生日時点の番付 | 40歳以降の最高位 | 引退場所           | 引退時点の年齢 | 引退後         |
| -------- | -------- | ---------- | -------------- | ---------------- | ---------------- | ------------------ | -------------- | -------------- |
| 牧本     | 時津風   | 東前頭12   | 1981年08月13日 | 西幕下34         | 西幕下27         | 1982年11月場所     | 41歳03か月     | －             |
| 大潮     | 時津風   | 東小結     | 1988年01月04日 | 西幕下1          | 西幕下1          | 1988年1月場所      | 40歳00か月     | 錣山→式秀      |
| 一ノ矢   | 高砂     | 東三段目6  | 2000年12月28日 | 東序二段35       | 西序二段15       | 2007年11月場所     | 46歳11か月     | －             |
| 安芸旭   | 大島     | 東序二段18 | 2004年06月11日 | 東序ノ口4        | 西序二段107      | 2005年5月場所      | 40歳11か月     | －             |
| 琴冠佑   | 佐渡ヶ嶽 | 東十両7    | 2006年02月02日 | 西幕下27         | 西幕下25         | 2006年9月場所      | 40歳07か月     | －             |
| 栃天晃   | 春日野   | 東十両4    | 2007年02月19日 | 東幕下55         | 西幕下50         | 2011年技量審査場所 | 44歳03か月     | －             |
| 輝面龍   | 高砂     | 東幕下4    | 2009年09月29日 | 西三段目24       | 東幕下60         | 2010年9月場所      | 41歳00か月     | －             |
| 華吹     | 立浪     | 東三段目18 | 2010年05月28日 | 東序二段25       | 西三段目86       | 2022年1月場所      | 51歳07か月     | －             |
| 笠力     | 二所ノ関 | 東序二段67 | 2010年07月13日 | 東序二段90       | 東序二段67       | 2013年1月場所      | 42歳06か月     | －             |
| 出羽の郷 | 出羽海   | 東十両14   | 2010年11月22日 | 東三段目44       | 西幕下38         | 2015年5月場所      | 44歳06か月     | －             |
| 北斗龍   | 北の湖   | 東三段目53 | 2011年03月16日 | 東序二段104      | 東序二段50       | 2017年3月場所      | 46歳00か月     | －             |
| 郡山     | 三保ヶ関 | 西幕下2    | 2011年08月08日 | 西三段目69       | 西三段目43       | 2013年9月場所      | 42歳01か月     | －             |
| 嵐望     | 貴乃花   | 東幕下13   | 2012年07月02日 | 東序二段13       | 東序二段13       | 2013年5月場所      | 40歳09か月     | 世話人         |
| 栃の山   | 千賀ノ浦 | 西幕下2    | 2013年02月24日 | 東三段目33       | 東三段目20       | 2013年5月場所      | 40歳02か月     | 世話人         |
| 旭天鵬   | 友綱     | 西関脇     | 2014年09月13日 | 東前頭14         | 東前頭7          | 2015年7月場所      | 40歳10か月     | 大島→友綱→大島 |
| 伊勢ノ花 | 伊勢ヶ濱 | 東幕下23   | 2015年01月03日 | 西三段目83       | 西三段目64       | 2019年1月場所      | 44歳00か月     | －             |
| 旭光     | 友綱     | 東幕下35   | 2016年07月06日 | 東序二段51       | 東序二段43       | 2018年3月場所      | 41歳08か月     | －             |
| 桃智桜   | 式秀     | 東序二段53 | 2017年02月07日 | 西序ノ口19       | 西序二段94       | 2025年5月場所      | 48歳03か月     | －             |
| 聡ノ富士 | 伊勢ヶ濱 | 東幕下55   | 2017年04月15日 | 東三段目83       | 東三段目83       | 2025年5月場所      | 48歳01か月     | －             |
| 富士ノ風 | 尾車     | 西幕下14   | 2017年06月24日 | 東序二段34       | 西三段目69       | 2022年1月場所      | 44歳07か月     | －             |
| 大子錦   | 高砂     | 西三段目77 | 2017年10月12日 | 西序二段103      | 東序二段74       | 2020年9月場所      | 42歳11か月     | －             |
| 華王錦   | 東関     | 西十両6    | 2018年09月14日 | 東三段目55       | 東三段目3        | 2021年3月場所      | 42歳06か月     | －             |
| 安美錦   | 伊勢ヶ濱 | 東関脇     | 2018年10月03日 | 西十両2          | 西十両2          | 2019年7月場所      | 40歳09か月     | 安治川         |
| 剛力山   | 高田川   | 東幕下17   | 2019年03月21日 | 西三段目54       | 東三段目31       | 2022年7月場所      | 43歳06か月     | －             |
| 魁ノ若   | 友綱     | 西幕下14   | 2019年04月20日 | 東序二段43       | 東序二段12       | 2023年1月場所      | 43歳09か月     | －             |
| 越ノ龍   | 藤島     | 西幕下34   | 2019年05月17日 | 西三段目60       | 西三段目39       | 2024年9月場所      | 45歳04か月     | －             |
| 闘鵬     | 大嶽     | 西幕下60   | 2020年08月27日 | 東序二段30       | 東三段目93       | 2022年1月場所      | 41歳04か月     | －             |
| 朝乃土佐 | 高砂     | 東幕下21   | 2021年11月10日 | 東序二段42       | 東三段目80       | 2024年1月場所      | 42歳02か月     | －             |
| 神山     | 高砂     | 西三段目30 | 2022年01月27日 | 西序二段55       | 東序二段48       | 2024年1月場所      | 42歳00か月     | －             |
| 前乃富士 | 高田川   | 東幕下53   | 2022年08月07日 | 西三段目86       | 西三段目86       | 2024年1月場所      | 41歳05か月     | －             |
| 最上錦   | 木瀬     | 西三段目65 | 2022年10月28日 | 東序二段90       | 東序二段63       | 2024年3月場所      | 41歳04か月     | －             |
| 霧桜     | 陸奥     | 西三段目69 | 2023年05月26日 | 東序二段70       | 東序二段70       | 2023年11月場所     | 40歳06か月     | －             |

## 記録（年6場所制以降）
- 最年長力士記録：華吹大作（51歳7か月 [2022年1月場所] ）
- 最年長幕内記録：旭天鵬勝（40歳10か月［2015年7月場所、西前頭11］）※同場所限り引退
- 最年長関取記録：旭天鵬勝（同上）
- 最年長三賞受賞：玉鷲一朗（40歳8か月［2025年7月場所、殊勲賞］）
- 最年長金星獲得：玉鷲一朗（40歳8か月［2025年7月場所10日目、対大の里泰輝戦］）
- 40歳以上最高位：玉鷲一朗（東前頭3、2025年5月場所）

## 参考記録

### 1958年以前の主な40代以上の現役力士
- 谷風梶之助 - 寛政7年1月9日（1795年2月27日）に44歳5か月で現役没。
- 宮城野錦之助 - 1796年3月に52歳で引退。八十嶋冨五郎に次ぐ高齢現役力士として知られ、三役経験者としては大相撲史上最年長。
- 雷電爲右エ門 - 1811年2月14日に44歳1か月で引退。
- 八十嶋冨五郎 - 1819年10月4日に60歳（数え年、満59歳）で現役没。大相撲史上最年長現役力士として知られる。
- 鬼ヶ谷才治 - 1907年1月に51歳9か月で引退。
- 稲瀬川栄治郎 - 1910年6月に45歳9か月で引退。
- 甲吾郎 - 1913年1月に43歳で引退。
- 常陸山谷右衛門 - 1914年6月に40歳5か月で引退。
- 太刀山峰右衛門 - 1918年1月に40歳5か月で引退。
- 男嶌舟藏 - 1924年1月に45歳11か月で引退。
- 源武山源右エ門 - 1932年1月に44歳4か月で引退。
- 能代潟錦作 - 1936年5月に41歳1か月で引退。
- 大潮清治郎 - 1941年5月に40歳9か月で引退。
- 藤ノ里栄藏 - 1941年1月に41歳9か月で引退。
- 名寄岩静男 - 1954年9月に40歳で引退。
- 広瀬川惣吉 - 1959年5月に40歳3か月で引退。